# Juan Aldama
Juan Aldama González (3 de Janeiro de 1774, San Miguel el Grande, Guanajuato – 26 de Junho de 1811, Chihuahua) foi um militar rebelde revolucionário durante a Guerra da Independência do México em 1810. Era irmão de Ignacio Aldama, tio de Mariano Aldama e Antonio Aldama. Seus pais foram Domingo Aldama e María González.

## Guerra da Independência
No início da Guerra da Independência, Aldama era capitão do regimento de cavalaria da milícia da rainha. Assistiu às reuniões conspiratórias dos independentistas em Santiago de Querétaro, organizadas por Josefa Ortíz de Domínguez, apesar de ter de deslocar-se desde San Miguel el Grande (hoje San Miguel Allende) em Guanajuato.[carece de fontes?]
Aldama encontrava-se em San Miguel quando recebeu a notícia de que a conspiração havia sido traída por um apoiante que havia informado as autoridades coloniais espanholas. Viajou para Dolores para informar Miguel Hidalgo e Ignacio Allende do sucedido. Testemunhou o Grito de Dolores na noite de 15 de Setembro de 1810, que foi o ponto de partida da luta armada.[carece de fontes?]
Aldama seria capturado pelas autoridades coloniais espanholas em 1811. Foi julgado por insubordinação contra a Coroa Espanhola e executado por traição, por um pelotão de fuzilamento em 26 de Junho de 1811, juntamente com Allende e outros membros do exército rebelde incluindo José Mariano Jiménez e Manual Santa María.[carece de fontes?]
O corpo de Aldama foi decapitado e a sua cabeça levada para a Alhóndiga de Granaditas onde ficou exibida ao público no interior de uma gaiola pendurada numa das esquinas do edifício. Em 1824 os seuis restos mortais foram movidos para um altar na Catedral Metropolitana da Cidade do México. Finalmente em 1925, os seus restos foram movidos para o mausoléu da Coluna da Independência na Cidade do México.[carece de fontes?]